# Фрагмент распятия
«Фрагмент распятия» (англ. Fragment of a Crucifixion) — незаконченная картина британского художника ирландского происхождения Фрэнсиса Бэкона, созданная в 1950 году. Она написана с помощью масла и ваты на холсте. На ней изображены два животных, занятых экзистенциальной борьбой между собой. Верхняя фигура, которая может быть собакой или кошкой, нависает над химерой и готова убить её. Она опирается на горизонтальную балку Т-образной конструкции, которая может обозначать христианский крест. Картина содержит схематичные фигурки прохожих, которые, кажется, не обращают внимания на центральную драму.
Типичная для творчества Бэкона картина содержит отсылки к самым разным источникам, включая кричащий рот медсестры в фильме 1925 года Сергея Эйзенштейна «Броненосец „Потёмкин“» и иконографию, посвящённую как распятию Иисуса Христа, так и снятию с креста. Отчаяние химеры занимает центральное место в работе; её агонию можно сравнить с более поздними работами Бэкона, сосредоточенными на мотиве открытого рта.
Хотя название картины имеет религиозные коннотации, христианство было чуждо личному мировоззрению Бэкона. Будучи атеистом он не верил ни в божественное вмешательство, ни в загробную жизнь. Как таковая, работа, по-видимому, представляет нигилистический и безнадёжный взгляд на человеческое состояние. Позднее Бэкон забросил картину, считая её слишком буквальной и прямой. В течение следующих 12 лет он не возвращался к теме распятия, вплоть до более небрежного, но столь же мрачного триптиха «Три этюда для распятия», написанного в 1962 году. «Фрагмент распятия» хранится в коллекции Музея ван Аббе в Эйндховене (Нидерланды).

## Описание
Верхней фигурой на картине может быть собака или кошка. Кровь льётся из её пасти на голову и тело его жертвы, химеры, изображённой в виде совы с человеческими чертами лица. Добыча безуспешно пытается отбиться от хищника. Человеческая природа нижней фигуры наиболее заметна в деталях её рта и гениталий. Обе фигуры расположены в центре переднего плана холста, и каждая из них изувечена и покрыта кровью; их физический дискомфорт контрастирует с плоским, нейтральным фоном, типичным для картин Бэкона. В фигурах отображаются многие элементы, характерные для ранних работ художника. Выразительные широкие штрихи контрастируют с теснотой плоского и невзрачного фона. Отсылка к библейскому распятию осуществляется через поднятые руки нижней фигуры и Т-образную конструкцию.
Холст почти полностью лишён цвета. Т-образный крест тёмно-синий; две фигуры окрашены в смесь белых и чёрных оттенков, доминируют белые тона. Более половины работы занимает неокрашенный, практически голый холст. По мнению теолога и куратора Фридхельма Меннекеса, внимание зрителя при этом сосредоточено исключительно «на фигуре в агонии на кресте, точнее: на рте, разинутом и искажённом в своём крике». Тело химеры или гибридной птицы, нанесено светлой краской, и с него свисают узкие красные струйки краски, указывающие на потёки и брызги крови. Бэкон использует приём пентименто, чтобы подчеркнуть безнадёжность предсмертных мук животного.
Картина содержит те же белые угловатые рейки, как и работы Бэкона 1949 года «Голова II», «Голова VI» и «Этюд для портрета». В «Фрагменте распятия» они расположены чуть ниже области, где пересекаются горизонтальная и вертикальная балки креста. Рейка начинается с диагональной линии, которая пересекает химеру в том месте, что кажется плечом существа. Горизонтальная угловая геометрическая форма набросана в белом и сером цвете и представляет собой раннюю форму пространственного приёма, который Бэкон развил и усовершенствовал в 1950-х годах, когда она стала клеткой, используемой для обрамления мучительных фигур, изображённых на передних планах работ Бэкона. В середине полотна художник изобразил уличную сцену, на которой изображены фигурки с тростями и автомобили. Пешеходы, кажется, не обращают никакого внимания на разворачивающуюся драму перед ними.

## Изображения и источники
Мрачность картины обусловлена суровым нигилизмом художника и экзистенциалистским взглядом на жизнь. Бэкон был воспитан как христианин, но, по словам его друга и биографа Майкла Пеппиата, когда он обнаружил, что больше не может верить, он был чрезвычайно разочарован и разъярён.
Картина была связана как тематически, так и по своей формальной конструкции с работой Бэкона 1956 года «Совы», а также с подготовительными эскизами, которые были выставлены на продажу только в конце 1990-х годов. По мнению искусствоведа Армин Цвейта, источником для нижней фигуры в «Фрагменте распятия» стала фотография совы, которую Бэкон нашёл в книге о птицах в движении; художник заменил клюв птицы широко открытым человеческим ртом.

### Открытый рот

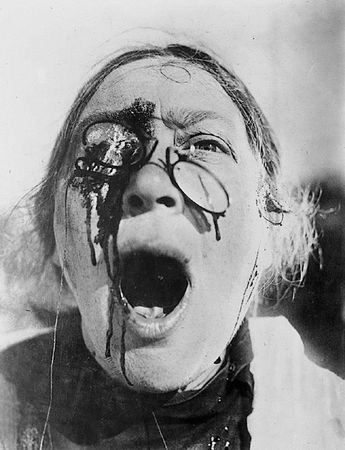
Кадр из немого фильма Сергея Эйзенштейна 1925 года «Броненосец „Потёмкин“». Бэкон назвал это изображение катализатором для своей работы и включил эту форму рта при написании химеры

Кричащие рты появляются во многих работах Бэкона с конца 1940-х и до начала 1950-х годов. Этот мотив был заимствован из различных источников, включая медицинские учебники и образ медсестры в сцене на одесской Потёмкинской лестнице в немом фильме Сергея Эйзенштейна 1925 года «Броненосец „Потёмкин“». Бэкон использовал крупный план ещё кричащей медсестры, в тот момент, когда ей выстрелили в глаз.
Образы в картинах Бэкона проходили через серии его работ, и одесская медсестра стала для него навязчивым мотивом. Пеппиат сделал предположение, что если бы можно было действительно объяснить происхождение и значение этого крика, то и всё искусство Фрэнсиса Бэкона стало бы гораздо ближе к пониманию. Жиль Делёз писал, что в «криках Бэкона» всё тело вырывается через рот.

### Распятие

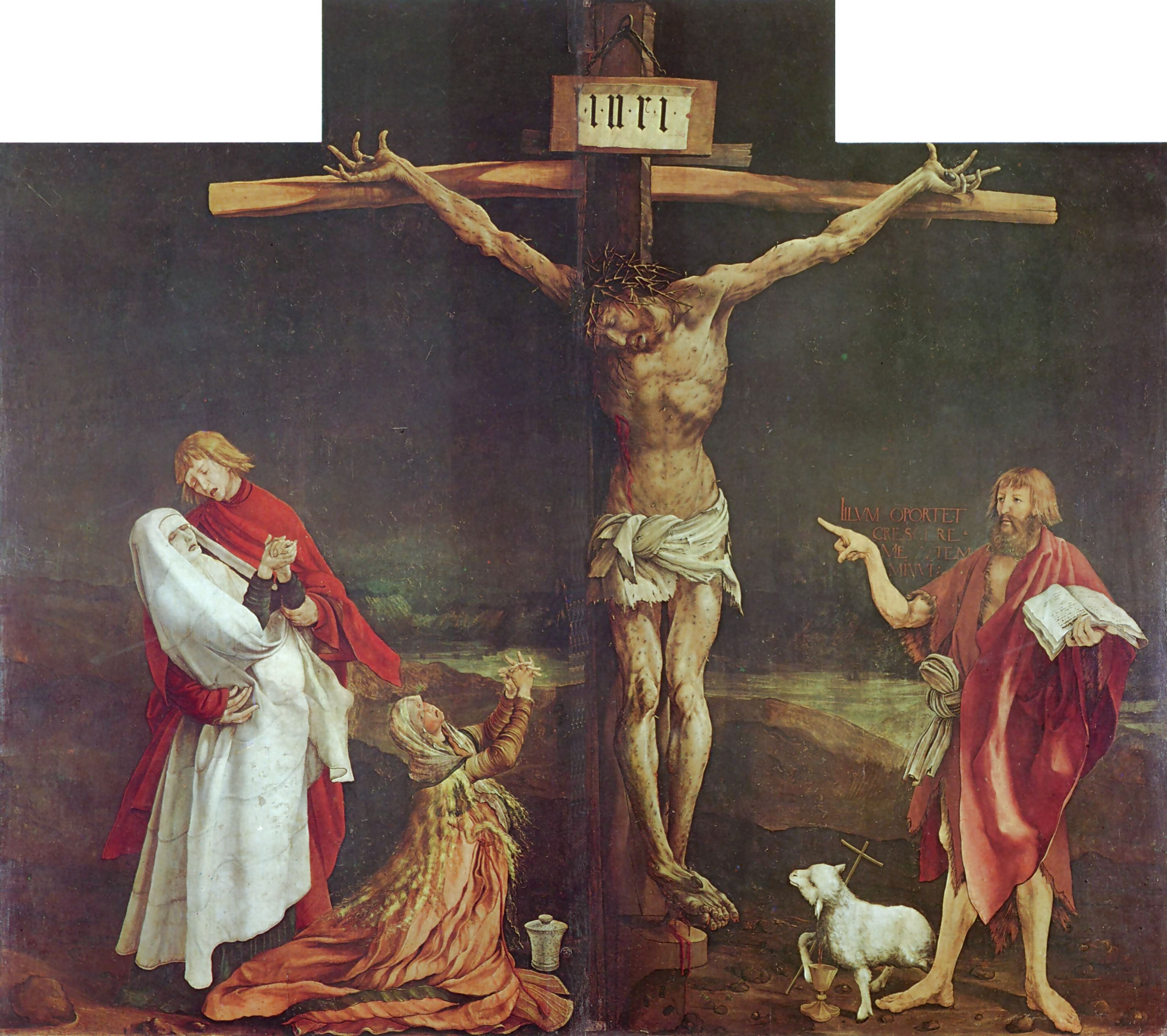
Маттиас Грюневальд «Изенгеймский алтарь» (центральная панель), ок. 1512—1516. Музей Унтерлинден, Кольмар (Эльзас)

Картина является одной из ряда работ Бэкона, посвящённого библейской сцене распятия. В ней также отображён греческий миф, пересказанный Эсхилом в его трагедии «Эвмениды», выраженный широкими крыльями химеры. С возрастом образы Бэкона стали менее экстремальными и более проникнуты пафосом, и всё меньше его полотен стали содержать скандальные образы, которые сделали его знаменитым в середине 1940-х годов. Бэкон признавался, что когда был моложе, ему была нужна экстремальная тематика. Согласно искусствоведу Джону Расселу Бэкон со временем стал считать более эффективным отражать насилие в своих мазках кисти и палитре, а не за счёт изображаемой вещи.
Название отсылает к популярной в христианской иконографии теме Страстей Христовых. Сцены распятия появлялись на самых ранних работах Бэкона, и художник регулярно возвращался к ним на протяжении всей своей карьеры. Рассел писал, что для Бэкона распятие было обобщённым названием для окружающей среды, в которой телесные повреждения наносятся одному или нескольким людям, а один или несколько других людей собираются, чтобы наблюдать за этим.

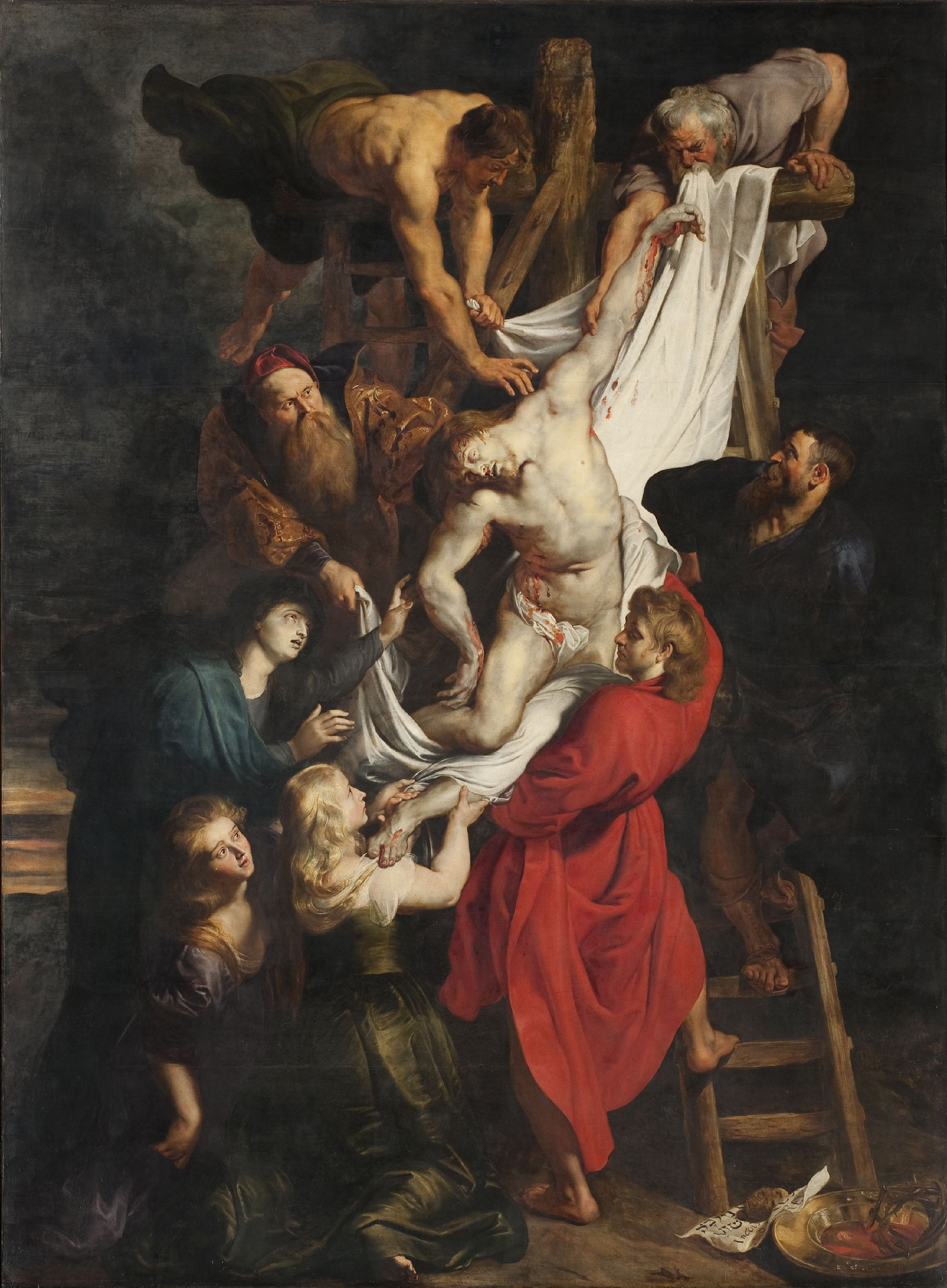
Питер Пауль Рубенс «Снятие с креста» (центральная панель), 1612—1614

Картина была заказана Эриком Холлом, покровителем Бэкона и, позднее, его любовником, который в 1933 году заказал три картины распятия. Бэкон черпал вдохновение для неё в работах старых мастеров, таких как Маттиас Грюневальд, Диего Веласкес и Рембрандт, а также в биоморфных образах Пабло Пикассо конца 1920-х и начала 1930-х годов. Бэкон утверждал, что он думал о распятии как о «великолепной арматуре, на которую можно повесить все виды чувств и ощущений».
Элементы картины отсылают к картинам «Изенгеймский алтарь» Маттиаса Грюневальда и «Снятие с креста» Питера Пауля Рубенса. По мнению искусствоведа Хью Дэвиса, открытый рот жертвы и хищник, склонившийся над крестом, у Бэкона связывает его картину со снятием с креста у Рубенса. Рот на картине Рубенса свободно открыт, а у Бэкона он натянут. Ноги главной фигуры у Рубенса сложены и находятся вне поля зрения, а её левая рука пассивна; в то время как на картине Бэкона ноги и руки химеры находятся в сильном движении, по-видимому, дико размахивая вверх и вниз.

### Рейки
Горизонтальные рамки часто фигурировали в картинах Бэкона 1950-х и 1960-х годов. Мотив, возможно, был заимствован у скульптора Альберто Джакометти, которым Бэкон очень восхищался и часто с ним переписывался. Джакометти использовал этот мотив в своих работах «Нос» (1947) и «Клетка» (1950). Рамки в представлении ряда критиков символизируют заточение. По мнению Цвейта, диагональные рейки во «Фрагменте распятия» превращают крест в гильотину.